# マドリード市長
マドリード市長 (Alcaldes de Madrid) は、スペインの首都マドリードの首長である。
| 任期                         | 氏名                                                                                     | 備考                                   |
| 旧体制                       |                                                                                          |                                        |
| ....                         | ....                                                                                     |                                        |
| 1472年                       | サンディエゴ・カベサ・デ・バカ                                                           |                                        |
| 1473年                       | フェルナンド・ゴメス・デ・アヤラ                                                         |                                        |
| 1477年                       | フアン・デ・ボバデリャ                                                                   |                                        |
| 1478年                       | アロンソ・デ・エレディア                                                                 |                                        |
| 1479年                       | ロドリゴ・デ・メルカド                                                                   |                                        |
| 1483年                       | フアン・デ・トーレス                                                                     |                                        |
| 1484年                       | アントニオ・ガルシア・デ・ラ・クアドラ                                                   |                                        |
| 1485年                       | アロンソ・デル・アグイラ                                                                 |                                        |
| 1487年                       | フアン・ペレス・デ・バルラダス                                                           |                                        |
| 1487年                       | ペドロ・スアレス・デ・フリアス                                                           |                                        |
| 1491年                       | トリスタン・ダ・シルバ                                                                   |                                        |
| 1492年                       | フアン・デ・バルデラマ                                                                   |                                        |
| 1494年                       | クリストバル・デ・トロ                                                                   |                                        |
| 1499年                       | アロンソ・マルティネス・デ・アングロ                                                     |                                        |
| 1503年                       | ロレンソ・デ・マルドナド                                                                 |                                        |
| 1506年                       | ペドロ・デ・ベレス・ゲバラ                                                               |                                        |
| 1508年                       | サンチョ・ペレス・マチューカ                                                             |                                        |
| 1510年                       | フランシスコ・デ・ネロ                                                                   |                                        |
| 1510年                       | ペドロ・バカ                                                                             |                                        |
| 1514年                       | ペドロ・コンレリャ                                                                       |                                        |
| 1516年                       | アロンソ・デ・カスティーリャ                                                             |                                        |
| 1518年                       | フアン・デ・ゲバラ                                                                       |                                        |
| 1520年                       | Licenciado Astudillo                                                                     |                                        |
| 1521年                       | マルティン・アクーニャ                                                                   |                                        |
| 1522年                       | フアン・マンリケ・デ・ルナ                                                               |                                        |
| 1528年                       | ペドロ・オルドニェス・デ・ビリャキラン                                                   |                                        |
| 1531年                       | アントニオ・バスケス・デ・ セペダ                                                        |                                        |
| 1535年                       | ペドロ・デ・クイハダ                                                                     |                                        |
| 1535年                       | マルコス・デ・バリオヌエボ                                                               |                                        |
| 1537年                       | サンチョ・デ・コルドバ                                                                   |                                        |
| 1540年                       | スアレス・デ・トレド                                                                     |                                        |
| 1541年                       | ペドロ・ヌニェス・デ・アベリャネダ                                                       |                                        |
| 1543年                       | アントニオ・メナ                                                                         |                                        |
| 1544年                       | アロンソ・デ・トバル                                                                     |                                        |
| 1547年                       | Licenciado Alfaro                                                                        |                                        |
| 1548年                       | フアン・デ・アクーニャ                                                                   |                                        |
| 1551年                       | セスペデス・オビエド                                                                     |                                        |
| 1557年                       | Licenciado Arévalo                                                                       |                                        |
| 1559年                       | ルイ・バルバ・コロナド                                                                   |                                        |
| 1560年                       | ホセ・デ・ベテタ                                                                         |                                        |
| 1561年                       | フランシスコ・アルゴテ                                                                   |                                        |
| 1563年                       | ルイス・デ・バリャキラン                                                                 |                                        |
| 1565年                       | フランシスコ・デ・ソトマヨール                                                           |                                        |
| 1567年                       | フェルニア                                                                               |                                        |
| 1569年                       | アントニオ・デ・ルーゴ                                                                   |                                        |
| 1573年                       | ラサロ・デ・キニョネス                                                                   |                                        |
| 1575年                       | マルティン・デ・エスピノサ                                                               |                                        |
| 1579年                       | ルイス・ガイタン・デ・アヤラ                                                             | 1回目                                  |
| 1583年                       | アロンソ・カルデナス                                                                     |                                        |
| 1587年                       | ルイス・ガイタン・デ・アヤラ                                                             | 2回目                                  |
| 1592年                       | ロドリゴ・デ・アヤラ                                                                     |                                        |
| 1599年                       | ルイス・デ・ブラカモンテ                                                                 |                                        |
| 1602年                       | シルバ・デ・トルレス                                                                     |                                        |
| 1607年                       | ゴンサロ・マヌエル                                                                       |                                        |
| 1612年                       | ペドロ・デ・グスマン                                                                     |                                        |
| 1618年                       | ペドロ・デ・ ビリャシス                                                                  |                                        |
| 1622年                       | フアン・デ・カストロ・イ・カスティーリャ                                                 |                                        |
| 1625年                       | フランシスコ・デ・ブリスエラス・イ・カルデナス                                           |                                        |
| 1630年                       | ヌーニョ・デ・ムヒカ                                                                     |                                        |
| 1634年                       | ペドロ・フェルナンデス・デ・ベラスコ・イ・デル・カンポ                                   |                                        |
| 1636年                       | フアン・デ・カストロ・イ・カスティーリャ                                                 | 2回目                                  |
| 1638年                       | フアン・アントニオ・フレイレ・デ・アレリャノ                                             |                                        |
| 1641年                       | フランシスコ・アレバロ・デ・スアソ                                                       |                                        |
| 1644年                       | アルバロ・ケイポ・デ・リャノ・イ・バルデス                                               |                                        |
| 1649年                       | イニゴ・フェルナンデス・デ・コルドバ・イ・メンドーサ                                     |                                        |
| 1649年                       | ルイス・ヘロニモ・デ・コントレラス                                                       |                                        |
| 1654年                       | アルバロ・ケイポ・デ・リャノ・イ・バルデス                                               |                                        |
| 1657年                       | マルティン・デ・アルレセ・ヒロン                                                         |                                        |
| 1664年                       | アロンソ・デ・ナバラ・イ・アロ                                                           |                                        |
| 1666年                       | フランシスコ・デ・エレーラ・エンリケス                                                   | 1回目                                  |
| 1672年                       | バルタサール・デ・リバデネイラ・スニガ                                                   |                                        |
| 1678年                       | フランシスコ・デ・エレーラ・エンリケス                                                   | 2回目                                  |
| 1682年                       | グティエルレ・ベルナルド・デ・キロス・イ・ダ・ロス・アラス                               |                                        |
| 1683年                       | ロレンソ・デ・ビリャビセンシオ・イ・ベニテス                                             |                                        |
| 1686年                       | ガルシア・デ・メドラノ・イ・メンディサバル                                               |                                        |
| 1690年                       | フランシスコ・ロンキロ・ブリセニョ                                                       | 1回目                                  |
| 1694年                       | フランシスコ・ニエト・デ・シルバ・イ・ロアイサ                                           |                                        |
| 1697年                       | フランシスコ・デ・バルガス・イ・レサマ                                                   |                                        |
| 1699年                       | フランシスコ・ロンキロ・ブリセニョ                                                       |                                        |
| 1703年                       | フェルナンド・デ・マタンザ・コルクエラ                                                   |                                        |
| 1707年                       | アロンソ・ペレス・デ・サアベドラ・イ・ナルバエス                                         | 1回目                                  |
| 1710年                       | アントニオ・サンギネト・イ・サヤス                                                       |                                        |
| 1713年                       | アロンソ・ペレス・デ・サアベドラ・イ・ナルバエス                                         | 2回目                                  |
| 1715年                       | フランシスコ・アントニオ・デ・サルセド・イ・アギーレ                                     |                                        |
| 1729年                       | ホセ・デ・パサモンテ                                                                     | 代理                                   |
| 1730年                       | マルティン・ゴンサレス・デ・アルセ                                                       |                                        |
| 1731年                       | ウルバノ・デ・アウマダ・イ・ゲレロ                                                       |                                        |
| 1746年                       | アントニオ・ペドロ・デ・ノラスコ・イ・ランソン                                           | [ 1 ]                                  |
| 1747年                       | アントニオ・デ・エレディア・イ・バサン                                                   | [ 2 ]                                  |
| 1753年                       | フアン・フランシスコ・デ・ルハン・イ・アルセ                                             |                                        |
| 1765年                       | アロンソ・ペレス・デルガド                                                               |                                        |
| 1776年                       | アンドレス・ゴメス・デ・ラ・ベガ                                                         |                                        |
| 1777年                       | ホセ・アントニオ・デ・ムルガ・イ・アルモナ                                               |                                        |
| 1792年                       | フアン・デ・モラレス・グスマン・イ・トバル                                               |                                        |
| 1803年                       | ホセ・ウルビナ                                                                           |                                        |
| 1805年                       | ホセ・デ・マルキナ・ガリンド                                                             |                                        |
| 1808年                       | ペドロ・デ・モラ・イ・ロマス                                                             |                                        |
| 1810年                       | ダマソ・デ・ラ・トーレ                                                                   |                                        |
| 1811年                       | マヌエル・ガルシア・デ・ラ・プラダ                                                       |                                        |
| 1812年                       | フアン・アントニオ・ピコ                                                                 |                                        |
| 1812年                       | マヌエル・アリスクン・イ・オルカシタス                                                   | 1回目                                  |
| 1812年                       | カルロス・パンド・イ・アラバ                                                             |                                        |
| 1812年                       | ペドロ・サインス・デ・バランダ                                                           | 1回目                                  |
| 1812年                       | マギン・フェレール                                                                       |                                        |
| 1812年                       | フルートス・アルバレス・ベニート                                                         |                                        |
| 1813年                       | マヌエル・アリスクン・イ・オルカシタス                                                   | 2回目                                  |
| 1813年                       | ペドロ・サインス・デ・バランダ                                                           | 2回目                                  |
| 1814年                       | モンテスマ伯                                                                             |                                        |
| 1814年                       | フアン・デ・マタ・ガルロ・ロブレス                                                       |                                        |
| 1816年                       | ホセ・マヌエル・アルホナ・イ・クーバ                                                     |                                        |
| 憲法市長                     |                                                                                          |                                        |
| 1820年                       | ペドロ・サインス・デ・バランダ                                                           | 3回目                                  |
| 1820年                       | ロドリゴ・デ・アランダ                                                                   |                                        |
| 1820年                       | フェリックス・オバリェ                                                                   |                                        |
| 1820年                       | ホセ・ピオ・デ・モリーナ                                                                 | 1回目                                  |
| 1821年                       | フェルナンド・ペレス・デル・プルガル・イ・ルイス・デ・モリーナ                           |                                        |
| 1821年                       | イラリオ・デ・メンディヌエタ                                                             |                                        |
| 1822年                       | ホセ・ガブリエル・デ・シルバ・イ・バサン                                                 |                                        |
| 1822年                       | ラモン・カセリャ                                                                         |                                        |
| 1822年                       | カエタノ・ルビオ                                                                         |                                        |
| 1822年                       | ミゲル・ナヘラ                                                                           |                                        |
| 1822年                       | アリアス・ゴンサロ・デ・メンドーサ                                                       |                                        |
| 1823年                       | ホセ・ピオ・デ・モリーナ                                                                 | 2回目                                  |
| 1823年                       | ルイス・ベルトラン・デ・レオ                                                             |                                        |
| Década Ominosa: Corregidores |                                                                                          |                                        |
| 1824年                       | ホアキン・ロレンソ・モソ                                                                 |                                        |
| 1824年                       | レオン・デ・ラ・カメラ・カノ                                                             |                                        |
| 1828年                       | タデオ・イグナシオ・ヒル                                                                 |                                        |
| 1830年                       | ドミンゴ・マリア・デ・バラフォン                                                         |                                        |
| 1834年                       | ペドロ・マヌエル・ベリュティ・ロペス・デ・アヤラ                                         |                                        |
| 1834年勅許                   |                                                                                          |                                        |
| 1834年                       | ホセ・マリア・ガルディアノ・イ・サルドゥエンド                                           |                                        |
| 1834年                       | ホアキン・ビスカイノ                                                                     |                                        |
| 市長廃止と復活               |                                                                                          |                                        |
| 1836年                       | フアン・ロサーニャ                                                                       |                                        |
| 1837年                       | マヌエル・マリア・バスアルド                                                             |                                        |
| 1837年                       | フアン・バウティスタ・デル・リャノ                                                       |                                        |
| 1838年                       | ビクトル・ロペス・モリーナ                                                               |                                        |
| 1838年                       | マヌエル・ルイス・デ・オガリオ                                                           |                                        |
| 1839年                       | トマス・フェルナンデス・バリェホ                                                         |                                        |
| 1839年                       | ルイス・オセナルデ                                                                       |                                        |
| 1840年                       | サルスティアノ・デ・オロサガ                                                             |                                        |
| 1840年                       | ホアキン・マリア・デ・フェレール                                                         |                                        |
| 1840年                       | フランシスコ・ハビエル・フェロ・マテオ                                                   |                                        |
| 1841年                       | トマス・デ・リナセロ                                                                     |                                        |
| 1842年                       | ホセ・フスティニアニ・ラミレス・デ・アレリャノ                                           |                                        |
| 1843年                       | フアン・デ・ディオス・アルバレス・メンディサバル                                         |                                        |
| 1843年                       | イグナシオ・デ・オレア                                                                   |                                        |
| 1843年                       | ハシント・フェリックス・ドメネク                                                         |                                        |
| 1843年                       | マヌエル・デ・ラライン                                                                   |                                        |
| 1844年                       | ホアキン・ホセ・デ・ムロ・イ・ビダウレタ                                                 |                                        |
| 1844年                       | マヌエル・デ・バルバラ                                                                   |                                        |
| 1845年                       | ペドロ・コロン・デ・トレド・イ・レミレス・デ・バケダノ                                   |                                        |
| 1846年                       | ホセ・ラプラナ                                                                           |                                        |
| 1847年                       | アンヘル・ガルシア・アリスタ・イ・ガルシア・デ・テハダ                                   |                                        |
| 1848年                       | フランシスコ・デ・ボルハ・デ・シルバ・バサン                                             |                                        |
| 1851年                       | ルイス・ピエルナス                                                                       |                                        |
| 1852年                       | フランシスコ・ハビエル・デ・キント・イ・コルテス                                         |                                        |
| 1854年                       | ホセ・セコ・バルドル                                                                     |                                        |
| 1855年                       | バレンティン・フェラス・イ・バラウ                                                       |                                        |
| 1857年                       | ハコボ・フィツ＝ハメス・ストゥアルト・イ・ベンティミリャ                                 |                                        |
| 1857年                       | カルロス・マルフォリ・カリェハ                                                           |                                        |
| 1857年10月16日               | ホセ・イシドロ・オソリオ・イ・シルバ＝バサン                                             |                                        |
| 1864年10月6日                | ホセ・メシア・パンド                                                                     |                                        |
| 1864年11月11日               | フランシスコ・ハビエル・アリアス・ダビラ・イ・マテウ                                     |                                        |
| 1865年1月1日                 | ホセ・マリア・ディエゴ・デ・レオン                                                       |                                        |
| 1865年4月23日                | ホセ・ラモン・オソリオ                                                                   |                                        |
| 1865年                       | ホセ・マリアーノ・キンドス・イ・テハダ                                                   |                                        |
| 1866年                       | フアン・バウティスタ・カブレラ・イ・ベルヌイ                                             |                                        |
| 1867年                       | ホセ・ニエウラント・イ・サンチェス・プレイテス                                           |                                        |
| 1867年                       | フランシスコ・カバレロ・イ・ロサス                                                       | 1回目                                  |
| 第一共和政                   |                                                                                          |                                        |
| 1868年                       | ニコラス・マリア・リベロ                                                                 | 民主党                                 |
| 1870年                       | マヌエル・マリア・ホセ・デ・ガルド                                                       |                                        |
| 1870年                       | フェルナンド・イダルゴ・サアベドラ                                                       |                                        |
| 1872年                       | カルバハル・イ・アンヘル・フェルナンデス・デ・コルドバ                                   | 1回目                                  |
| 1872年                       | カルロス・マリア・ポンテ                                                                 |                                        |
| 1872年11月9日                | シメオン・アバロス                                                                       |                                        |
| 1873年                       | ペドロ・メネンデス・ベガ                                                                 |                                        |
| 1873年                       | ペドロベルナルド・オルカシタス                                                           |                                        |
| 1874年                       | カルバハル・イ・アンヘル・フェルナンデス・デ・コルドバ                                   | 2回目                                  |
| ブルボン朝復古               |                                                                                          |                                        |
| 1874年12月30日               | フランシスコ・デ・ボルハ・ケイポ                                                         |                                        |
| 1875年12月10日               | ルイス・マルトス・イ・ポテスタド                                                         |                                        |
| 1877年2月13日                | フランシスコ・カバレロ・イ・ロサス                                                       | 2回目                                  |
| 1881年2月12日                | ホセ・アバスカル・イ・カレダノ                                                           | 1回目                                  |
| 1883年5月11日                | エスタニスラオ・ウルキホ・イ・ランダルセ                                                 |                                        |
| 1883年9月17日                | ペドロ・マルティネ・スルナ                                                               | 代理                                   |
| 1884年                       | ゴンサロ・デ・サアベドラ・イ・ケト                                                       |                                        |
| 1885年                       | アルベルト・ボッシュ・イ・フステゲラス                                                   | 1回目                                  |
| 1885年                       | ホセ・アバスカル・イ・カレダノ                                                           | 2回目                                  |
| 1889年                       | アンドレス・メラド                                                                       |                                        |
| 1890年                       | カエタノ・サンチェス・ブスティリョ                                                       |                                        |
| 1890年                       | ナルシソ・ガルシア・ロイゴリ・イ・リソ                                                   |                                        |
| 1890年                       | ファウスティーノ・ロドリゲス・サン・ペドロ                                               |                                        |
| 1891年                       | アルベルト・ボッシュ・イ・フステゲラス                                                   | 2回目                                  |
| 1892年                       | フランシスコ・デ・クバス                                                                 |                                        |
| 1892年                       | ニコラス・デ・ペニャルベル・イ・サモラ                                                   | 1回目                                  |
| 1892年12月16日               | マヌエル・マリアテギ・イ・ビニャルス                                                     |                                        |
| 1894年                       | サンティアゴ・デ・アングロ・オルティス・デ・トラスペーニャ                               |                                        |
| 1894年                       | アルバロ・デ・フィゲロア・イ・トーレス                                                   | リベラル 1回目                         |
| 1895年3月26日                | ニコラス・デ・ペニャルベル・イ・サモラ                                                   | 2回目                                  |
| 1896年2月13日                | エドゥアルド・ロハス・アロンソ                                                           |                                        |
| 1896年                       | ホアキン・サンチェス・デ・トカ・カルボ                                                   | 保守 1回目                             |
| 1897年10月4日                | アルバロ・デ・フィゲロア・イ・トーレス                                                   | 2回目                                  |
| 1899年3月8日                 | ベンチュラ・ガルシア・サンチョ・イバロンド                                               |                                        |
| 1900年4月16日                | マヌエル・アレンデサラサール・ムーニョス                                                 | 保守派                                 |
| 1900年7月10日                | マリアーノ・フェルナンデス・デ・ヘネストラサ                                             |                                        |
| 1901年3月7日                 | アルベルト・アギレラ・イ・ベラスコ                                                       | リベラル 1回目                         |
| 1902年12月23日               | カベサ・デ・バカ・イ・ビセンテ・フェルナンデス・デ・コルドバ                             | 保守派                                 |
| 1903年7月25日                | サルバドール・ベルムデス・デ・カストロ・イ・オラウロル                                   | 保守派                                 |
| 1904年12月23日               | ゴンサロ・フィゲロア・イ・トーレス                                                       |                                        |
| 1905年6月28日                | エドゥアルド・ビセンティ・イ・レゲラ                                                     | リベラル 1回目                         |
| 1906年6月15日                | アルベルト・アギレラ・イ・ベラスコ                                                       | リベラル 2回目                         |
| 1907年                       | エドゥアルド・ダト・エ・イラディエル                                                     | 保守派                                 |
| 1907年5月7日                 | ホアキン・サンチェス・デ・トカ・カルボ                                                   | 保守 2回目                             |
| 1907年10月28日               | ニコラス・デ・ペニャルベル・イ・サモラ                                                   | 3回目                                  |
| 1909年10月23日               | アルベルト・アギレラ・イ・ベラスコ                                                       | リベラル 3回目                         |
| 1910年2月12日                | ホセ・フランコス・ロドリゲス                                                             | 1回目                                  |
| 1912年2月6日                 | ホアキン・ルイス・ヒメネス                                                               | リベラル 1回目                         |
| 1913年6月19日                | エドゥアルド・ビセンティ・イ・レゲラ                                                     | 2回目                                  |
| 1913年11月2日                | ルイス・マリカラル・イ・モンレアル                                                       |                                        |
| 1914年7月21日                | カルロス・プラッツ・イ・ロドリゲス・デ・リャノ                                           |                                        |
| 1914年9月17日                | ホセ・デル・プラド・パラシオ                                                             | 保守党 1回目                           |
| 1915年12月13日               | ホアキン・ルイス・ヒメネス                                                               | 2回目                                  |
| 1916年5月8日                 | マルティン・ロサレス・マルテル                                                           | リベラル                               |
| 1917年4月26日                | ルイス・シルベラ・カサド                                                                 | リベラル 1 回目                        |
| 1917年6月17日                | ホセ・デル・プラド・パラシオ                                                             | 2回目                                  |
| 1917年12月1日                | フェルナンド・バロン・イ・マルティネス・デ・アグリョ                                     |                                        |
| 1917年12月26日               | ホセ・フランコス・ロドリゲス                                                             | 2回目                                  |
| 1918年4月30日                | ルイス・シルベラ・カサド                                                                 | 2回目                                  |
| 1918年12月27日               | ルイス・ガリード・フアリスティ                                                           |                                        |
| 1920年4月1日                 | ラモン・リベロ・デ・ミランダ                                                             |                                        |
| 1921年12月26日               | アルフレド・セラーノ・ホベル                                                             |                                        |
| 1921年12月30日               | アルバロ・デ・フィゲロア・イ・アロンソ・マルティネス                                     |                                        |
| 1922年3月22日                | ホセ・マリア・ガライ                                                                     |                                        |
| 1922年12月18日               | ホアキン・ルイス・ヒメネス                                                               | 3回目                                  |
| 1923年8月5日                 | ファウスティーノ・ニコリ                                                                 |                                        |
| プリモ・デ・リベラ独裁下     |                                                                                          |                                        |
| 1923年10月5日                | アルベルト・アルコセラ・イ・リバコバ                                                     | 1回目                                  |
| 1924年7月3日                 | ホアキン・フェルナンデス・デ・コルドバ・イ・オスナ                                       |                                        |
| 1924年7月9日                 | ロドリゴ・ガルシア                                                                       | 代理                                   |
| 1924年9月13日                | フェルナンド・スアレス・タンギル・イ・アングロ                                           |                                        |
| 1927年4月11日                | エミリオ・アントン                                                                       | 臨時                                   |
| 1927年4月28日                | マヌエル・センプルン・イ・ポンボ                                                         |                                        |
| 1927年12月16日               | ラファエル・カルロス・ゴルドン・アリステギ                                               | 代理                                   |
| 1927年12月20日               | ホセ・マリア・デ・アリスティザバル・マンチョン                                           |                                        |
| 1930年2月10日                | ホセ・マリア・デ・オヨス・イ・ビネント                                                   |                                        |
| 1931年                       | ホアキン・ルイス・ヒメネス                                                               | 4回目                                  |
| 第二共和政                   |                                                                                          |                                        |
| 1931年4月15日                | ペドロ・リコ・ロペス                                                                     |                                        |
| 1934年10月6日                | ホセ・マルティネス・デ・ベラスコ                                                         | スペイン農業党                         |
| 1934年10月                   | ラファエル・サラサール・アロンソ                                                         | 急進共和党                             |
| 1935年10月                   | セルヒオ・アルバレス・ロドリゲス・イ・ビリャミル                                         |                                        |
| 1936年2月20日                | ペドロ・リコ・ロペス                                                                     | 連合共和党                             |
| 1936年11月8日                | カエタノ・レドンド・アセニャ                                                             | スペイン社会労働党(PSOE)               |
| 1937年4月23日                | ラファエル・エンチェ・デ・ラ・プラタ                                                     | スペイン社会労働党(PSOE)               |
| 1939年3月28日                | メルチョール・ロドリゲス・ガルシア                                                       | CNT - イベリア・アナーキスト連盟\| FAI |
| フランコ独裁下               |                                                                                          |                                        |
| 1939年                       | アルベルト・アルコセラ・イ・リバコバ                                                     | 2回目                                  |
| 1946年                       | ホセ・モレノ・トーレス                                                                   |                                        |
| 1952年                       | ホセ・フィナト・エスクリバ・イ・ロマーニ                                                 |                                        |
| 1965年                       | カルロス・アリアス・ナバーロ                                                             |                                        |
| 1973年                       | ミゲル・アンヘル・ガルシア＝ロマス・マタ                                                 |                                        |
| 民主化移行                   |                                                                                          |                                        |
| 1976年                       | フアン・アレスパコチャガ・イ・デ・フェリペ                                               |                                        |
| 1978年                       | ホセ・ルイス・アルバレス・イ・アルバレス                                                 | 民主中道連合(UCD)                      |
| 1979年                       | ルイス・マリア・ウエーチ・イ・モリリョ                                                   |                                        |
| 1979年5月15日                | エンリケ・ティエルノ・ガルバン                                                           | スペイン社会労働党(PSOE)               |
| 1986年1月19日                | フアン・バランコ・ガリャルド                                                             |                                        |
| 1989年6月29日                | アグスティン・ロドリゲス・サアグン                                                       | 民主社会中道(CDS)                      |
| 1991年6月15日                | ホセ・マリア・アルバレス・デル・マンサーノ                                               | 国民党(PP)                             |
| 2003年6月23日                | アルベルト・ルイス＝ガリャルドン・ヒメネス マヌエル・コボ・ベガ (2011年12月22日から暫定) | 国民党(PP) 国民党(PP)                  |
| 2011年12月27日               | アナ・マリーア・ボテージャ・セラーノ                                                     | 国民党(PP)                             |
| 2015年6月13日                | マヌエラ・カルメーナ・カストリージョ                                                     | アオーラ・マドリード                   |
| 2019年6月15日                | ホセ・ルイス・マルティネス・アルメイダ                                                   | 国民党(PP)                             |